# Caso do Forte de Itaipu
O Caso do Forte de Itaipu refere-se a um suposto ataque extraterrestre a duas sentinelas no Forte de Itaipu em Praia Grande, São Paulo, Brasil, no dia 4 de novembro de 1957.

## O relato
A história foi publicada pela primeira vez em inglês pelo ovniologista e médico brasileiro Olavo Teixeira Fontes (1924-1968) na revista estadunidense The Apro Bulletin de setembro de 1959, p. 5-7, e diz, resumidamente, que em 4 de novembro de 1957, às 2h da madrugada, um óvni brilhante, alaranjado, vindo do céu, aproximou-se do Forte de Itaipu e ficou pairando sobre, sendo observado por duas sentinelas. O objeto parecia ser silencioso, mas, com a aproximação, as sentinelas haveriam ouvido um zumbido distinto vindo dele. Pouco depois, uma onda de calor insuportável atingiu os dois soldados. Um desmaiou, o outro começou a gritar.  Os gritos eram tão altos que acordaram toda a guarnição, disparando um alarme em todos os lugares. Um dos primeiros oficiais a chegar era um médico militar e, após um breve exame, viu que as duas sentinelas estavam gravemente queimadas e ordenou que os homens as levassem imediatamente para a enfermaria. Quanto ao óvni, desapareceu logo depois.

## A descoberta da fraude
Em 2008, uma pesquisa encetada pelo ovniologista Édison Boaventura Júnior comprovou que todo o caso foi inventado por Fontes, para fazer fama nos Estados Unidos. "Por isso jamais se soube o nome das sentinelas que supostamente teriam sofrido queimaduras naquela madrugada. Este fato nunca existiu, pois é pura invenção!" - concluiu. De fato, o relato original é extremamente romanceado, caracterizando-se como um conto de ficção.